# Racek žlutonohý
Racek žlutonohý (Larus fuscus) je velký, převážně mořský pták z čeledi rackovitých.

## Popis

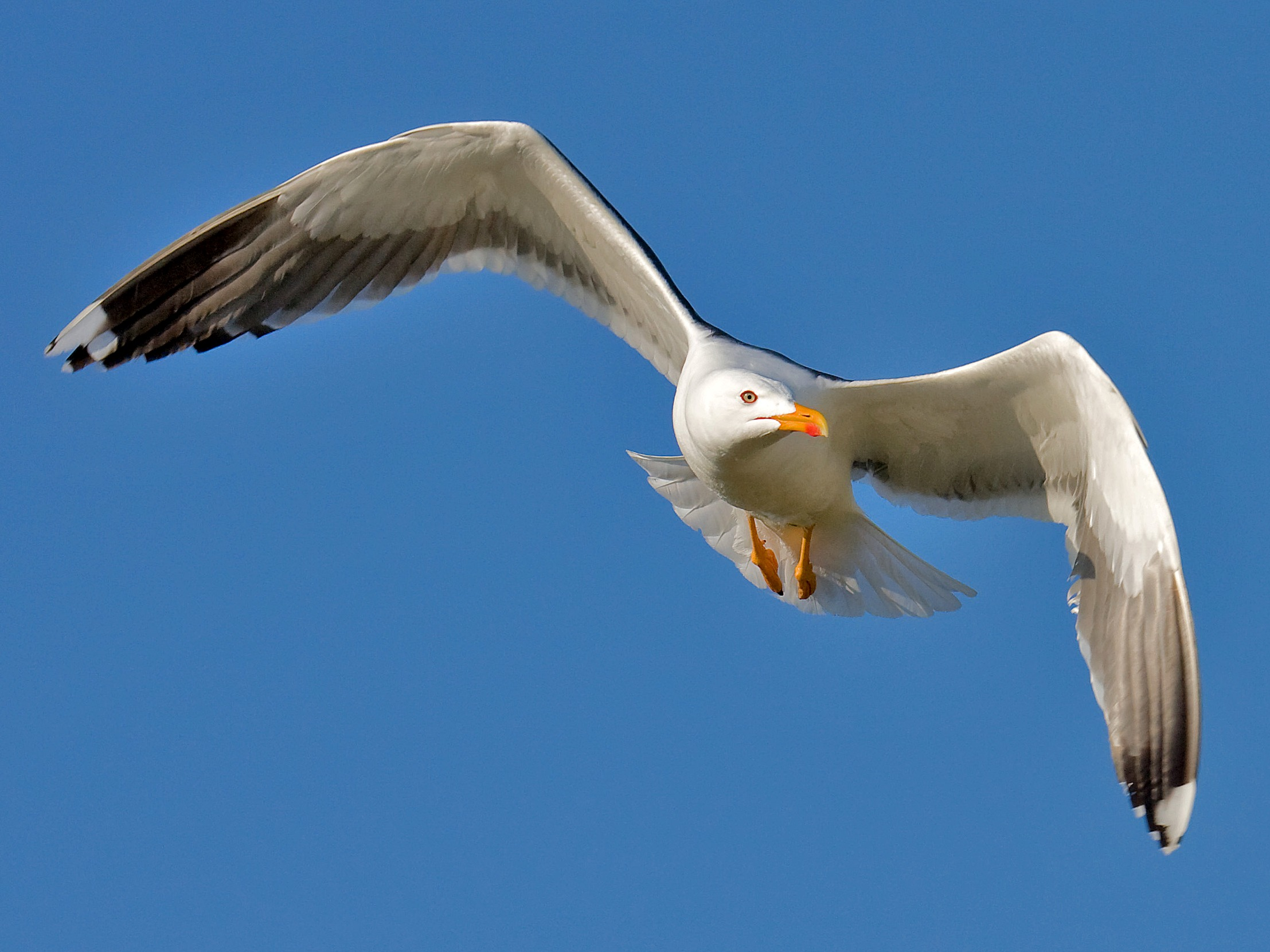
Letící racek.

Patří mezi velké druhy racků, dorůstá přibližně 48–56 cm, váží 550–1180 g a v rozpětí křídel má 117–134 cm. Má silně stavěné tělo, poměrně dlouhý ocas a dlouhá úzká křídla. Svrchu je obvykle tmavý, šedý až téměř černý, často s modravým nádechem, konce křídel jsou tmavé, jejich okraje, ocas, břicho, prsa a hlavu má bílé. Končetiny jsou stejně jako silný zobák žluté, na zobáku je navíc výrazná velká červená skvrna.
Obě pohlaví se zbarvením neliší, mladí ptáci mají stejně jako u většiny ostatních druhů racků hnědá křídla a hřbet, tmavé zbarvení na ocasu, částečně šedé opeření na hlavě a růžové končetiny. Dospělí ptáci bývají v České republice nejčastěji zaměňováni s podobným rackem mořským, který je však výrazně větší a má růžové končetiny. Ozývá se velmi podobně jako racek stříbřitý, má však výrazně hlubší hlas.

## Výskyt a rozšíření
Racek žlutonohý početně hnízdí při evropském pobřeží Atlantského oceánu. Zimující areál rozšíření je značně rozsáhlý a rozprostírá se na rozsáhlém území v rozmezí od Britských ostrovů v severní Evropě až po západ afrického kontinentu. Přes zimu bývá pravidelně zaznamenán také až v Severní Americe, kam přilétávají pravděpodobně jedinci z Islandu. Pravidelně, ale nepočetně protahuje také přes Českou republiku, ojediněle zde několik jedinců zůstává přes celou zimu.
Přes léto se zdržuje převážně na mořském pobřeží, často bývá zaznamenáván i na volném moři. V zimě ve vnitrozemí preferuje větší vodní plochy, obzvláště vodní nádrže, jezera nebo řeky.

## Ekologie
Hnízdí v početných koloniích. Neúhledné hnízdo si staví na zemi nebo na útesech, velikost obvyklé snůšky činí 3 vejce, na kterých sedí střídavě oba rodiče přibližně 24–27 dní. Většinovou část jeho potravy tvoří malé až středně velké ryby, různí mořští i sladkovodní korýši, hmyz a různí červi. Často napadá i větší vodní ptáky a okrádá je o kořist nebo následuje větší rybářské lodě, na kterých požírá zbytky ulovených ryb.

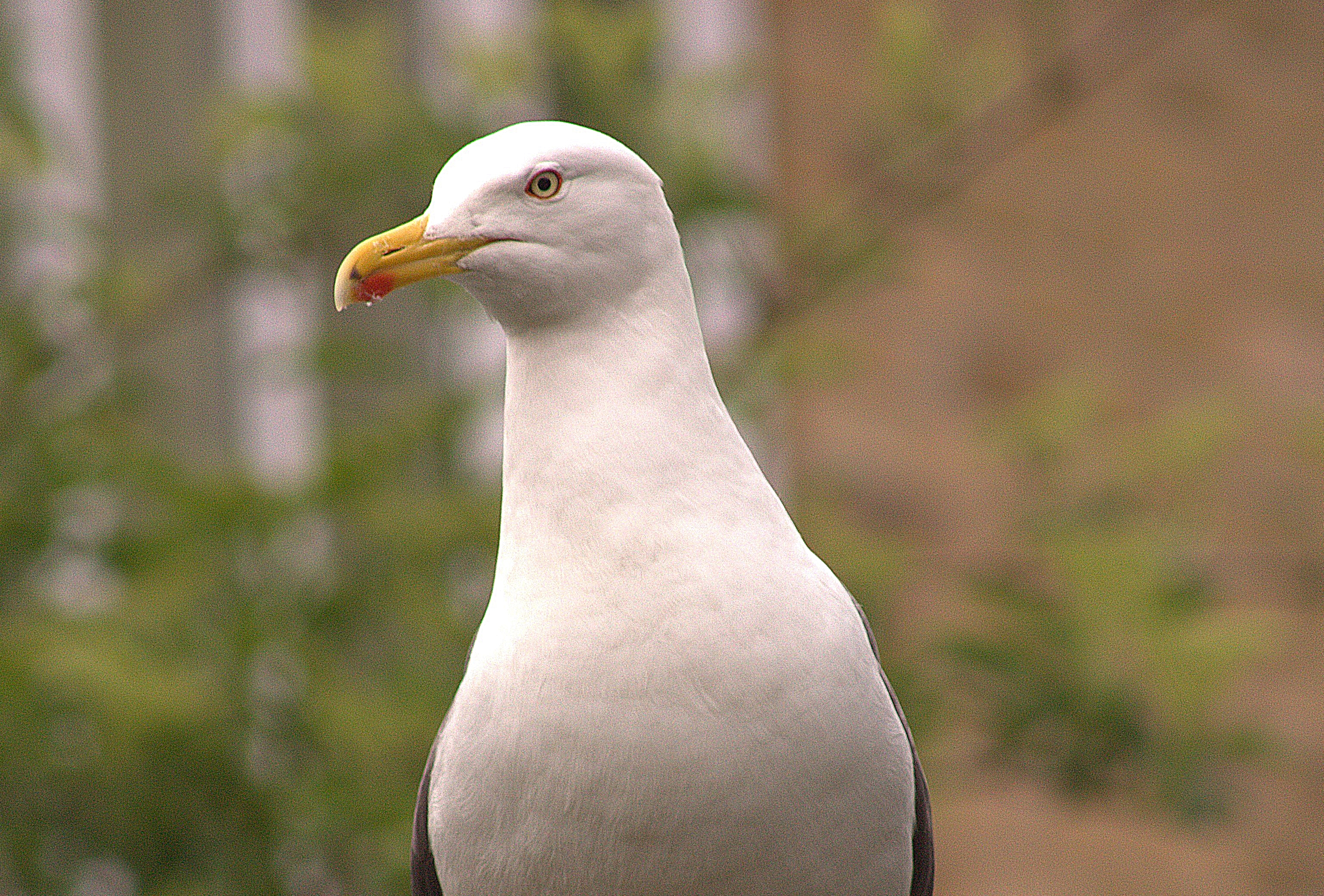
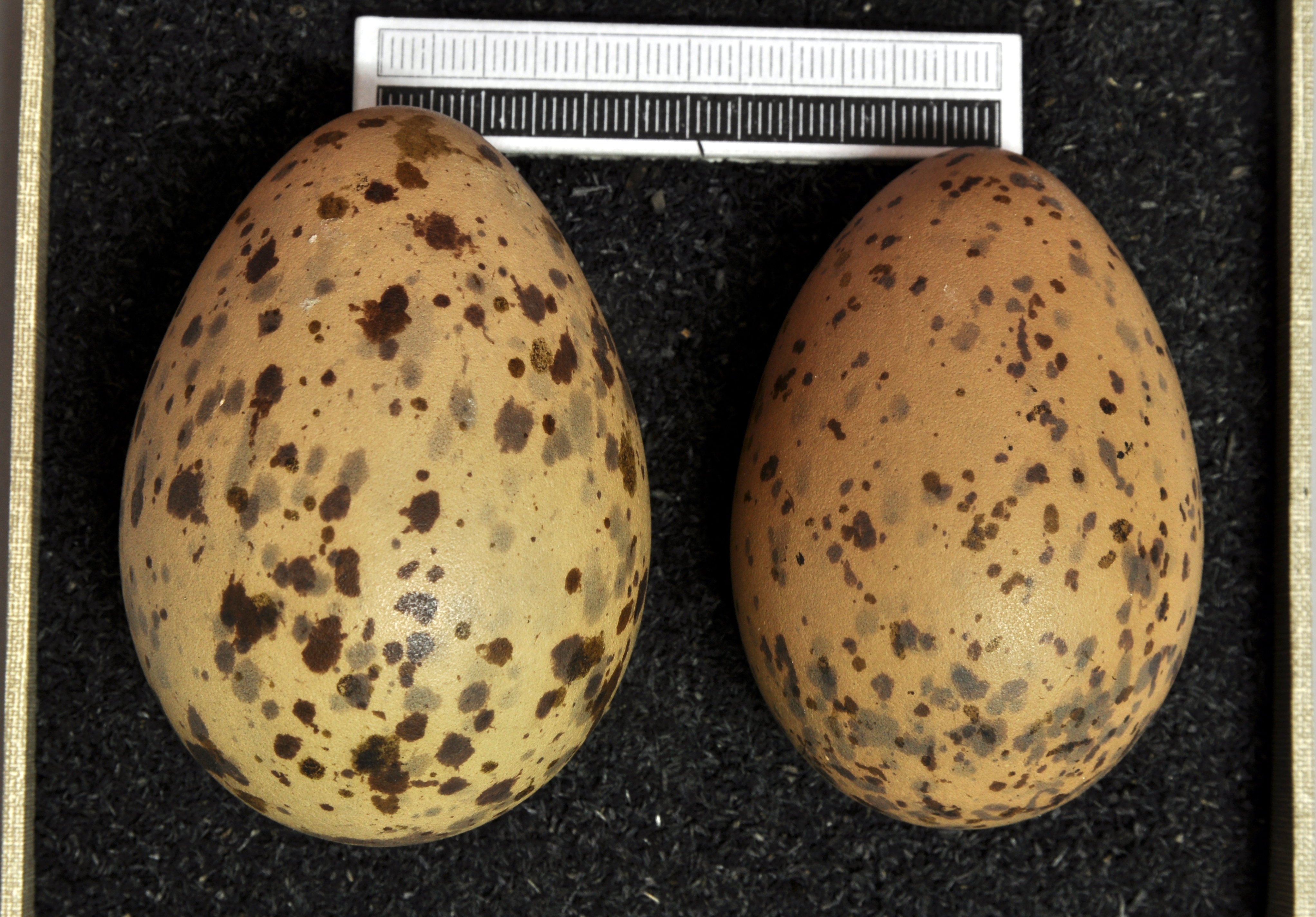
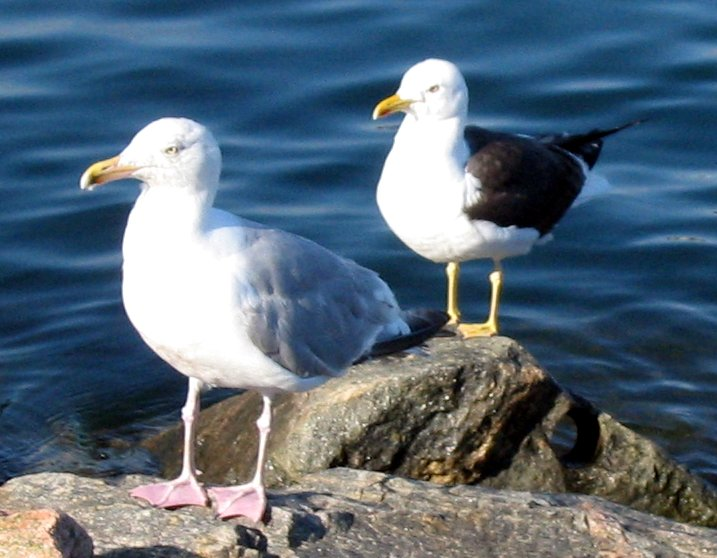
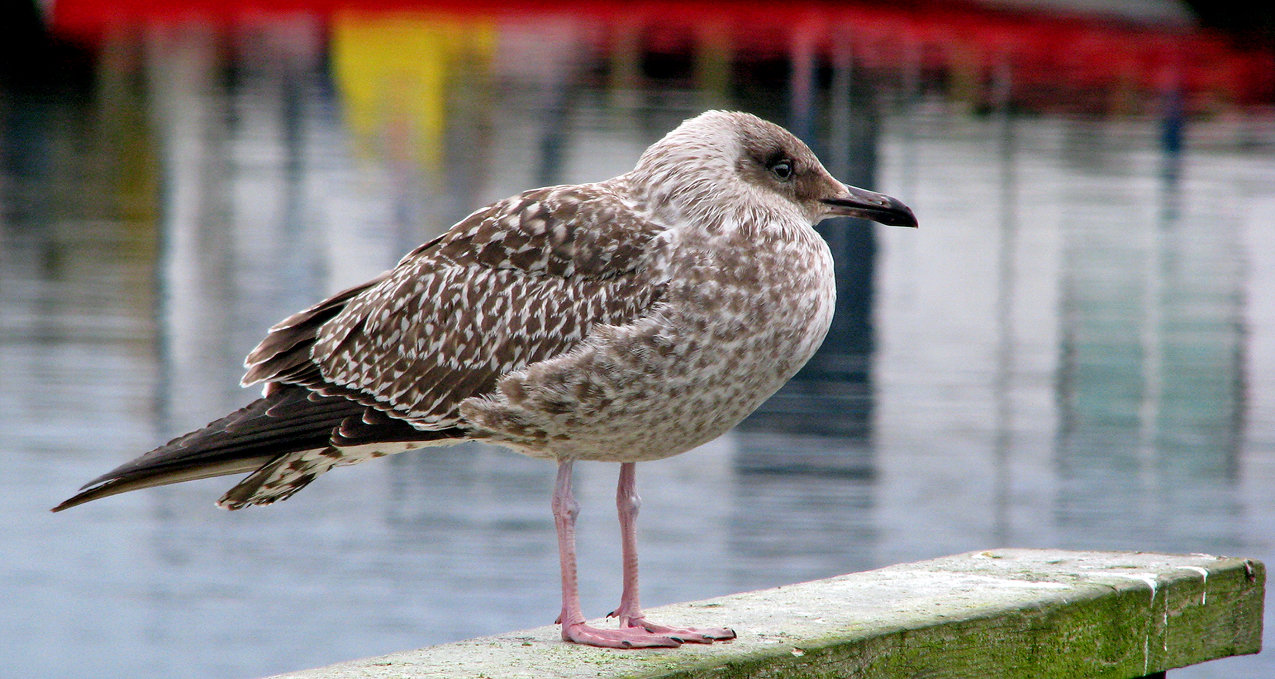
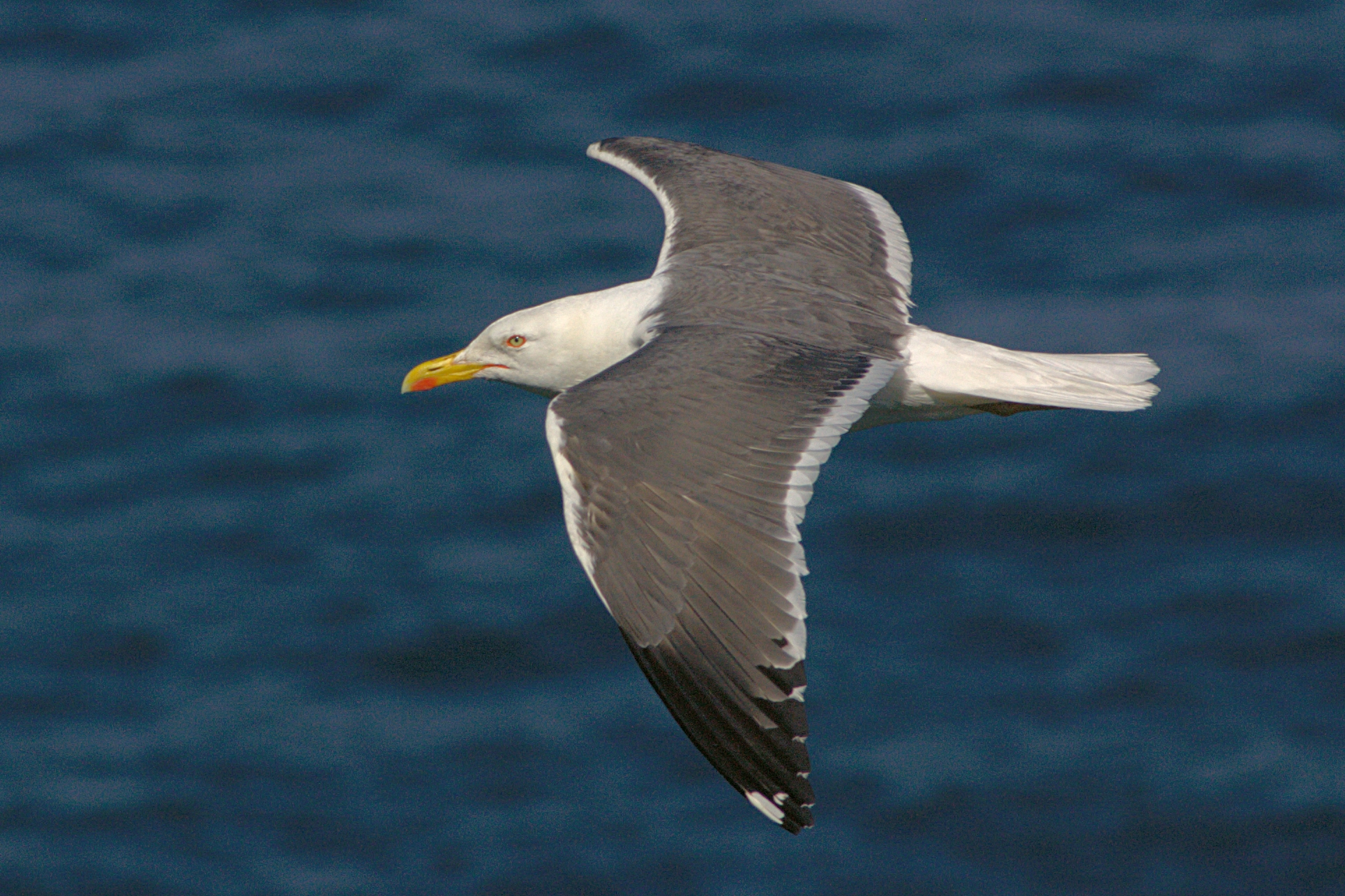